# كاثرين فوجيت
كاثرين فوجيت (بالإنجليزية: Katherine Fugate) (و. 1965  م) هي كاتبة سيناريو، ومنتجة أفلام أمريكية.

## التعليم
تعلمت في جامعة كاليفورنيا، ريفرسايد
.

## وصلات خارجية
- كاثرين فوجيت على موقع IMDb (الإنجليزية)
- كاثرين فوجيت على موقع قاعدة بيانات الأفلام العربية
- كاثرين فوجيت على موقع ألو سيني (الفرنسية)
- كاثرين فوجيت على موقع أول موفي (الإنجليزية)
- كاثرين فوجيت على موقع قاعدة بيانات الأفلام السويدية (السويدية)
- كاثرين فوجيت على موقع قاعدة بيانات الفيلم (الإنجليزية)
- كاثرين فوجيت على موقع كينوبويسك (الروسية)